# Schneeberg (Beeskow)
Das Dorf Schneeberg ist ein Ortsteil der Stadt Beeskow im Landkreis Oder-Spree in Brandenburg.

## Lage
Das Dorf liegt östlich des Stadtzentrums; nördlich liegt die Gemeinde Ragow-Merz. Östlich befindet sich der Ortsteil Grunow der Gemeinde Grunow-Dammendorf, südlich der Beeskower Ortsteil Krügersdorf.

## Geschichte und Etymologie

### 14. bis 17. Jahrhundert
Das Breitgassendorf wurde 1344 erstmals in einer Grenzbeschreibung der Stadt Beeskow als Sneberg erwähnt. Als Besitzer sind 1432 Werner von List und 1465 seine Söhne Hans und Caspar von List genannt. Im gleichen Jahr verkauften die Gebrüder von List das Dorf an die Stadt Beeskow, so dass es seit diesem Zeitpunkt Rats- beziehungsweise Magistratsdorf ist. Um das Jahr 1500 wurde das Gut der Familie von List durch „Consens“ zu einem Bauerngehöft, das später den Namen „Schur“ trug und mit vier Hufen Land zu den größten des Dorfes gehörte. Im Jahr 1576 lebten dort neun Bauern und 14 Kossäten. Im Jahre 1630 während des Dreißigjährigen Krieges brannte das Dorf bis auf wenige Höfe ab und auch 1652 waren noch fünf der 14 Kossätenhöfe wüst. Die Namen der meisten Höfe entstammen dem Niedersorbischen und sind teilweise seit dem frühen 17. Jahrhundert gleich geblieben. Im Dorf lebten zu dieser Zeit weiterhin drei Dreihufner (darunter der Schulze), vier Zweihufner (darunter ein Krüger) sowie zwei Einhufner. Eine Statistik aus dem Jahr 1692 führte drei Dreihufner (darunter den Schulzen), vier Zweihufner, zwei Einhufner, 14 Kossäten und einen Schafhirten auf. Auf den 19 Bauernhufen wurden je 8 Scheffel 8 Metzen Winter- und 4 Scheffel 2 Metzen Sommersaat ausgebracht. Die Wiesen wurden als gut bezeichnet; auf ihnen konnte jeder Landwirt 6 Fuder Heu ernten.

### 18. Jahrhundert
Bis 1727 war das Dorf auf 33 Hufen angewachsen; es wurden 8 Wispel 16 Scheffel 6 Metzen Wintersaat ausgebracht. Eine Statistik aus dem Jahr 1743 führte neun Bauern, 15 Kossäten, drei Büdner, einen Schützen, einen Hirten, einen Schäfer und drei Hausleute auf; 1745 waren es neun Bauern, 15 Kossäten und ein Heideläufer. In einer weiteren Statistik aus dem Jahr 1775 wurde von 40 Feuerstellen (=Haushalte) berichtet; davon drei in Mehrfamilienhäusern. Es gab nach wie vor neun Bauern, 15 Kossäten und 14 Büdner und andere.

### 19. Jahrhundert
Im Jahr 1801 lebten im Dorf sieben Ganzbauern, zwei Halbbauern, 15 Ganzkossäten, 16 Büdner und 14 Einlieger. Es gab einen Krug; die Bewohner schlugen 1982 Morgen (Mg) Holz und betrieben 40 Feuerstellen. Im Jahr 1837 gab es das Dorf mit dem Etablissement Heidehaus und 43 Wohnhäusern. In den folgenden Jahren ließen sich zahlreiche Handwerker im Ort nieder. Eine Statistik von 1852 führte vier Schneidermeister mit zwei Gehilfen, einen Zimmermannsgehilfen sowie einen Grobschmiedemeister auf. Außerdem gab es 30 selbstständige männliche, 34 selbstständige weibliche Handarbeiter, die als Tagelöhner und teilweise in der Landwirtschaft beschäftigt waren. In der Landwirtschaft und im Gewerbe wurden sie von 13 Knechten und Jungen sowie 16 Mägden und Mädchen unterstützt. Es gab neun Besitzungen, die zwischen 30 und 300 Mg groß waren (zusammen 1116 Mg Gesamtfläche). Weitere 19 Besitzungen waren zwischen 5 und 30 Mg groß (zusammen 590 Mg) sowie 15 Besitzungen unter 5 Mg (zusammen 68 Mg). Als Nebenbeschäftigung wurden 35 Leinwandwebstühle betrieben. Das Dorf und Forsthaus waren 1858 insgesamt 1905 Mg groß: 13 Mg Gehöfte, 70 Mg Gartenland, 701 Mg Acker, 279 Mg Wiese, 702 Mg Weide und 140 Mg Wald. Dort standen zwei öffentliche, 44 Wohn- und 121 Wirtschaftsgebäude. Der Gutsbezirk war 2254 Morgen groß: 25 Mg Acker, 178 Mg Wiese und 2051 Mg Wald. Eine weitere Statistik aus dem Jahr 1864 führte ein Rittergut, neun Bauern und 15 Kossäten auf. 1888 erhielt Schneeberg Bahnanschluss an die Bahnstrecke von Grunow nach Beeskow, die 1898 bis Königs Wusterhausen verlängert wurde.

### 20. Jahrhundert
Zur Jahrhundertwende war Schneeberg 505 Hektar (ha) groß, davon 277 ha Acker und Gartenland, 104 ha Wiese, 61 ha Weide sowie 24 ha Forst und bestand aus 53 Häusern. Der Gutsbezirk Schneeberg wurde 1928 aufgelöst und mit der Stadt Beeskow vereinigt. Schneeberg war 1931 insgesamt 506 ha groß und bestand aus 57 Häusern. Acht Jahre später gab es zehn land- und forstwirtschaftliche Betriebe, die zwischen 20 und 100 ha groß waren. Weitere 15 waren zwischen 10 und 20 ha groß, 19 zwischen 5 und 10 ha sowie 8 zwischen 0,5 und 5 ha.
Nach dem Zweiten Weltkrieg wurden 212 ha aufgeteilt. Sie stammten zum größten Teil aus dem Rittergut Krügersdorf. Insgesamt 57 ha gingen an sieben landarme und landlose Bauern, zwei Hektar bekam die Landgemeinde sowie 153 ha Wald gingen an 51 Altbauern. Im Jahr 1960 gründete sich eine LPG Typ I mit 43 Betrieben, 87 Mitgliedern und 573 ha Fläche. Im Jahr 1977 bestand in Schneeberg die Zwischenbetriebliche Bauorganisation Schneeberg sowie die ZBE Färsenaufzucht Schneeberg und eine Revierförsterei. Am 6. Dezember 1993 wurde Schneeberg nach Beeskow eingemeindet.

## Militär
In Schneeberg befindet sich das Munitionsversorgungszentrum Ost sowie das Munitionslager Schneeberg der Bundeswehr sowie die Bundeswehrfeuerwehr Schneeberg. Am 23. April 1991 entstand das Luftwaffenmunitionsdepot 51 Schneeberg, das zum 1. April 2004 in Munitionsdepot Schneeberg umbenannt wurde und zum 1. Oktober 2015 in das heutige  Munitionsversorgungszentrum Ost und das Munitionslager Schneeberg aufgeteilt wurde. Die Nationale Volksarmee betrieb hier das Munitionslager 14 der Luftstreitkräfte.

## Bevölkerungsentwicklung
| Jahr      | 1774 | 1801 | 1817 | 1837              | 1858 | 1895 | 1925 | 1939 | 1946 | 1964 | 1971 | 1981 |
| Einwohner | 189  | 237  | 247  | 312 mit Heidehaus | 365  | 337  | 336  | 282  | 366  | 226  | 216  | 205  |